# Kanton Saint-Rémy-de-Provence
Kanton Saint-Rémy-de-Provence is een voormalig kanton van het Franse departement Bouches-du-Rhône. Het kanton maakte deel uit van het arrondissement Arles. Het werd opgeheven bij decreet van 27 februari 2014, met uitwerking op 22 maart 2015. De gemeenten werden opgenomen in het nieuwe kanton Salon-de-Provence-1, met uitzondering van Mallaine dat werd toegevoegd aan het kanton Châteaurenard.

## Gemeenten
Het kanton Saint-Rémy-de-Provence omvatte de volgende gemeenten:
- Les Baux-de-Provence
- Maillane
- Maussane-les-Alpilles
- Paradou
- Saint-Rémy-de-Provence (hoofdplaats)